# Libanesische Küche

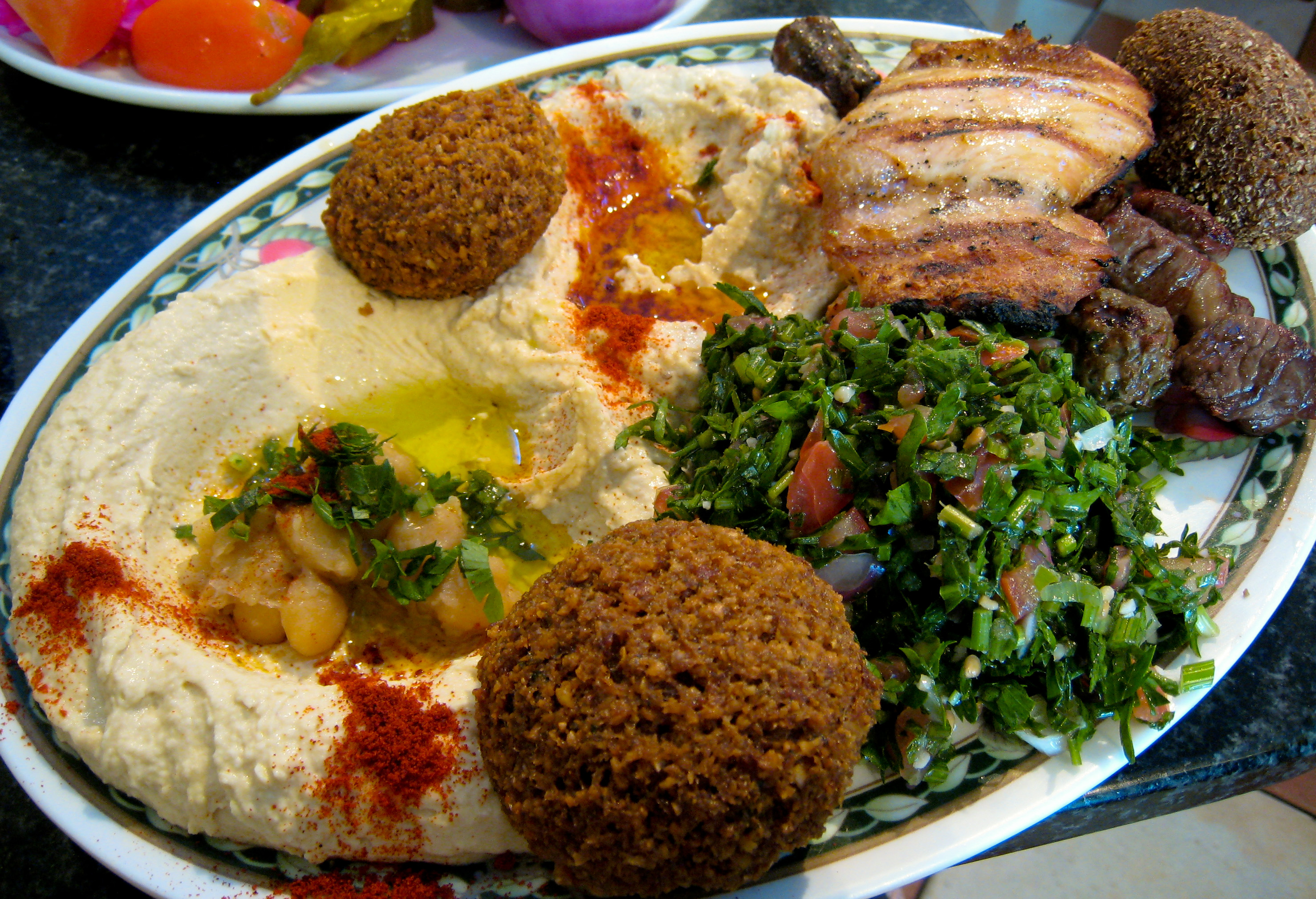
Platte mit verschiedenen libanesischen Speisen. Von links: Hummus, (zwei) Falafel, Baba Ghanoush, Tabbouleh, Hähnchenbrust, Lamm Kebab, Köfte und Kibbeh

Die Libanesische Küche ist die Landesküche des Libanon. Sie beeinflusste im Lauf der Geschichte stark die Küche des Osmanischen Reiches, so wie auch andere Länder dieser Region.
Grundbestandteile sind Gemüse, Obst, getrocknete Hülsenfrüchte, Bulgur, Reis, Fisch, Fleisch, Huhn, Nüsse, Oliven, Joghurt und Tahini. Viele Speisen sind vegetarisch. Fett wird traditionell nur sparsam verwendet. Zu den bekanntesten Gerichten gehört Kibbeh, das in der gesamten Region gegessen wird. Typisch sind auch Hummus und Taboulé. Verbreitet sind außerdem gefülltes Gemüse und Eintopfgerichte mit Fleisch und Gemüse. Die libanesischen Mezze gelten als sehr schmackhaft. Burghul bi d'feeneh ist ein Eintopf aus Bulgur, Kichererbsen, Fleisch und Zwiebeln. Hindbeh bilzeyt ist gekochter Löwenzahn mit Knoblauch, Olivenöl und Zitronensaft.

## Typische Gerichte

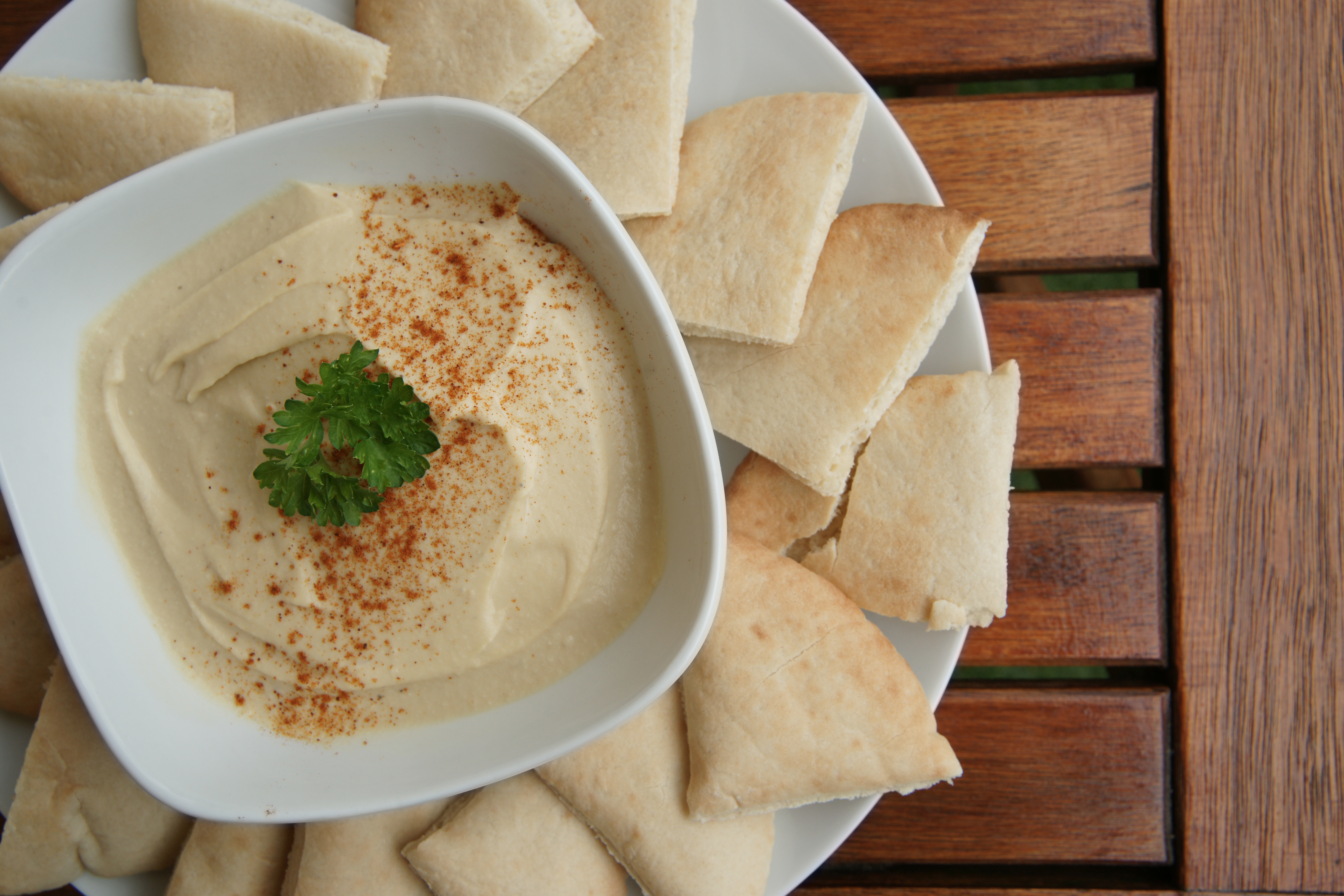
Hummus und Pita-Brot

- Hummus (pürierte Kichererbsen mit etwas Sesampaste)
- Falafel (frittierte Bällchen aus Kichererbsen, Favabohnen, Koriander und Zwiebeln)
- Mutabbal (pürierte Auberginen mit etwas Sesampaste)
- Taboulé (Petersiliensalat mit Minze, Tomaten, Zwiebeln, Olivenöl, Zitronensaft und Bulgur)
- Ful (Braune Bohnen) gekocht dazu Olivenöl, Knoblauch und Zitronensaft. In einigen Gegenden wird Weintraubenessig statt Zitronensaft verwendet.
- Fatousch (ein Salat mit gebackenem libanesischem Brot)
- Fatteh (gekochte Kichererbsen mit einer Joghurtzubereitung, frittiertem Brot und zum Verfeinern Olivenöl)
- Salata Malfuf (ein Krautsalat, mit Minze und Knoblauch gewürzt)
- Schawarma (Mariniertes Fleisch am Drehspieß gegrillt; ähnlich dem Döner Kebab)
- Warak Enab (mit Reis, Tomaten und Petersilie gefüllte Weinblätter)
- Kibbe Nayé (zu Brei verarbeitetes Fleischgemisch aus Lamm und Kalb)
- Manqoushe (Hefeteig bestrichen mit einer Mischung aus Thymian, Sesam, Salz, Sumach und Olivenöl und dann gebacken, ähnlich wie Pizza; Plural: Manaqeesh)

Diese Speise, auch als Manakish bekannt, wurde unter dem Titel Al-Man’ouché, eine symbolträchtige kulinarische Praxis, 2023 in die UNESCO-Liste des immateriellen Kulturerbes der Menschheit aufgenommen.
- Fatayir oder Manqoushe bi-Sabanikh (mit Spinat, Zwiebel, Zitrone und Sumach gefüllte Hefeteigtaschen)
- Maqdus (eingelegte, mit Nüssen und Knoblauch gefüllte junge Auberginen)